# Lycomorpha brillans
Lycomorpha brillans är en fjärilsart som beskrevs av Barnes. Lycomorpha brillans ingår i släktet Lycomorpha och familjen björnspinnare. Inga underarter finns listade i Catalogue of Life.